# 枫树维吾尔族回族乡
枫树维吾尔族回族乡，是中华人民共和国湖南省常德市桃源县下辖的一个乡镇级行政单位。

## 行政区划
枫树维吾尔族回族乡下辖以下地区：
田河坝村、金鸡村、桐岭村、苏家堆村、庄家桥村、大马山村、万福新村、白洋河村、红旗村、金凤桥村、维回新村和丰渡嘴村。